# Caicedo (ort)
Caicedo är en ort i Colombia.   Den ligger i departementet Antioquía, i den nordvästra delen av landet, 290 km nordväst om huvudstaden Bogotá. Caicedo ligger 1 794 meter över havet och antalet invånare är 1 617.
Terrängen runt Caicedo är bergig söderut, men norrut är den kuperad. Caicedo ligger nere i en dal. Runt Caicedo är det ganska glesbefolkat, med 38 invånare per kvadratkilometer. Närmaste större samhälle är Urrao, 19,4 km sydväst om Caicedo. I omgivningarna runt Caicedo växer i huvudsak städsegrön lövskog.